# Pekan Olahraga Nasional XVIII/Badminton
Badminton wurde bei den Pekan Olahraga Nasional XVIII im September 2012 in Riau gespielt.

## Medaillengewinner
| Disziplin    | Gold | Silber | Bronze |
| ------------ | --- | --- | --- |
| Herreneinzel | Jawa Tengah (Shesar Hiren Rhustavito) | Jawa Tengah (Dionysius Hayom Rumbaka) | Jawa Tengah (Riyanto Subagja) |
| Herreneinzel | Jawa Tengah (Shesar Hiren Rhustavito) | Jawa Tengah (Dionysius Hayom Rumbaka) | Jakarta (Tommy Sugiarto) |
| Dameneinzel  | Jakarta (Bellaetrix Manuputty) | Jawa Timur (Aprilia Yuswandari) | Jawa Tengah (Maria Febe Kusumastuti) |
| Dameneinzel  | Jakarta (Bellaetrix Manuputty) | Jawa Timur (Aprilia Yuswandari) | Jawa Barat (Hera Desi Ana Rachmawati) |
| Herrendoppel | Jawa Tengah (Tontowi Ahmad Mohammad Ahsan) | Jakarta (Markus Fernaldi Gideon Agripina Prima Rahmanto)                                                                                                | Jawa Timur (Tri Kusuma Wardana Rian Agung Saputro) |
| Herrendoppel | Jawa Tengah (Tontowi Ahmad Mohammad Ahsan) | Jakarta (Markus Fernaldi Gideon Agripina Prima Rahmanto)                                                                                                | Jawa Barat (Ricky Karanda Suwardi Muhammad Ulinnuha) |
| Damendoppel  | Jakarta (Nitya Krishinda Maheswari Pia Zebadiah) | Jawa Barat (Komala Dewi Devi Tika Permatasari) | Jawa Timur (Jenna Gozali Shendy Puspa Irawati) |
| Damendoppel  | Jakarta (Nitya Krishinda Maheswari Pia Zebadiah) | Jawa Barat (Komala Dewi Devi Tika Permatasari) | Jakarta (Dian Fitriani Della Destiara Haris) |
| Mixed        | Jawa Barat (Ricky Karanda Suwardi Richi Puspita Dili)                                                                                                 | Jawa Tengah (Tontowi Ahmad Debby Susanto) | Jawa Tengah (Mohammad Ahsan Gloria Emanuelle Widjaja) |
| Mixed        | Jawa Barat (Ricky Karanda Suwardi Richi Puspita Dili)                                                                                                 | Jawa Tengah (Tontowi Ahmad Debby Susanto) | Jawa Barat (Andhika Anhar Devi Tika Permatasari) |
| Herrenteam   | Jawa Tengah (Shesar Hiren Rhustavito Tontowi Ahmad Yohanes Rendy Sugiarto Afiat Yuris Wirawan Riyanto Subagja Dionysius Hayom Rumbaka Mohammad Ahsan) | Jawa Barat (Senatria Agus Setia Putra Andhika Anhar Ricky Karanda Suwardi Andre Marteen Alrie Guna Dharma Muhammad Ulinnuha Berry Angriawan)            | Jawa Timur (Febriyan Irvannaldy Adnan Fauzi Wisnu Yuli Prasetyo Tri Kusuma Wardana Christopher Rusdianto Rian Agung Saputro Ricky Widianto)                |
| Herrenteam   | Jawa Tengah (Shesar Hiren Rhustavito Tontowi Ahmad Yohanes Rendy Sugiarto Afiat Yuris Wirawan Riyanto Subagja Dionysius Hayom Rumbaka Mohammad Ahsan) | Jawa Barat (Senatria Agus Setia Putra Andhika Anhar Ricky Karanda Suwardi Andre Marteen Alrie Guna Dharma Muhammad Ulinnuha Berry Angriawan)            | Jakarta (Bona Septano Angga Pratama Evert Sukamta Adi Pratama Markus Fernaldi Gideon Agripina Prima Rahmanto Tommy Sugiarto)                               |
| Damenteam    | Jawa Barat (Febby Angguni Komala Dewi Devi Tika Permatasari Suci Rizky Andini Tiara Rosalia Nuraidah Lindaweni Fanetri Hera Desi Ana Rachmawati)      | Jawa Tengah (Rosaria Yusfin Pungkasari Annisa Saufika Ana Rovita Gloria Emanuelle Widjaja Maria Febe Kusumastuti Debby Susanto Melati Daeva Oktavianti) | Jawa Timur (Tike Arieda Ningrum Jenna Gozali Sylvinna Kurniawan Shendy Puspa Irawati Variella Aprilsasi Putri Lejarsari Aprilia Yuswandari Dellis Yuliana) |
| Damenteam    | Jawa Barat (Febby Angguni Komala Dewi Devi Tika Permatasari Suci Rizky Andini Tiara Rosalia Nuraidah Lindaweni Fanetri Hera Desi Ana Rachmawati)      | Jawa Tengah (Rosaria Yusfin Pungkasari Annisa Saufika Ana Rovita Gloria Emanuelle Widjaja Maria Febe Kusumastuti Debby Susanto Melati Daeva Oktavianti) | Jakarta (Nitya Krishinda Maheswari Dian Fitriani Pia Zebadiah Della Destiara Haris Putri Muthia Restu Pangersa Bellaetrix Manuputty Ganis Nur Rahmadani)   |